# Maria Luís Albuquerque
Maria Luís Casanova Morgado Dias de Albuquerque (Braga, 16 de setembro de 1967) é uma economista e professora universitária portuguesa, Ministra das Finanças de Portugal entre 2013 e 2015 e atual comissária europeia, em representação de Portugal, na Comissão von der Leyen II (2024-2029), com a pasta da Estabilidade Financeira, Serviços Financeiros e Mercado de Capitais.

## Biografia
Maria Luís Albuquerque viveu em Moçambique entre 1976 e 1982 acompanhando seu pai, António Lino Morgado Dias, que era Comandante da GNR e que tinha ido trabalhar na Barragem de Cabora Bassa. A sua mãe, Salomé Adelina Casanova, era originária do Couço, Coruche, tendo tido três filhas.
Licenciou-se em Economia na Faculdade de Economia da Universidade Lusíada de Lisboa em 1991, com a média de 14 valores. É Mestre em Economia Monetária e Financeira pelo Instituto Superior de Economia e Gestão da Universidade Técnica de Lisboa desde 1997.
Foi técnica superior na Direcção-Geral do Tesouro e Finanças entre 1996 e 1999, técnica superior do Gabinete de Estudos e Prospectiva Económica do Ministério da Economia entre 1999 e 2001, desempenhou funções de assessora do Secretário de Estado do Tesouro e das Finanças em 2001, foi Diretora do Departamento de Gestão Financeira da REFER entre 2001 e 2007 e coordenou o Núcleo de Emissões e Mercados do Instituto de Gestão da Tesouraria e do Crédito Público entre 2007 e 2011. 
Em junho de 2010, enquanto técnica da Agência de Gestão da Tesouraria e da Dívida Pública (IGCP) aprovou um swap da Estradas de Portugal. Mais tarde, já como ministra, garantiu que esteve afastada deste tema enquanto trabalhou no IGCP (entre 2007 e 2011). “Enquanto estive no IGCP, não tive qualquer contacto com swaps, nem do IGCP nem de natureza nenhuma”, referiu numa primeira audição na Assembleia da República, a 25 de Junho de 2013.
Foi cabeça de lista dos candidatos a deputado pelo PSD em Setúbal em 2011. Desde esse ano, exerceu funções de Secretária de Estado do Tesouro no XIX Governo Constitucional de Portugal, até 1 de julho de 2013, altura em que foi indigitada para as funções de Ministra de Estado e das Finanças, substituindo Vítor Gaspar.
Em 2015, foi novamente cabeça de lista da coligação Portugal à Frente pelo mesmo distrito, tendo sido novamente empossada como ministra de Estado e das Finanças do XX Governo Constitucional a 30 de outubro de 2015, até novembro do mesmo ano.
Foi docente na Universidade Lusíada de Lisboa, no Instituto Superior de Economia e Gestão e no polo de Setúbal da Universidade Moderna entre 1991 e 2006.
Enquanto docente da Universidade Lusíada, foi professora de Pedro Passos Coelho.

## Vida pessoal
É casada com o jornalista António de Albuquerque, e tem três filhos, dos quais dois são gémeos. Dispensado do Diário Económico, propriedade do grupo Ongoing, em Abril de 2013, foi nomeado Consultor na EDP, empresa cuja privatização foi responsabilidade da sua mulher, no início de Julho desse ano.